# Economia della Roma regia
All'inizio dell'età del ferro (IX secolo a.C.) l'economia dei popoli dell'Italia centrale era basata quasi esclusivamente sui prodotti della pastorizia e dell'agricoltura. Allevamento ed agricoltura rappresentarono le attività economiche principali anche nel periodo arcaico o monarchico (dall'VIII al VI secolo a.C.) della storia di Roma antica. Si trattava di un'economia di sussistenza: la destinazione dei prodotti era, infatti, l'autoconsumo familiare o tribale. Roma, tuttavia, si sviluppò grazie alla sua posizione su un'area di frontiera, ovvero la via commerciale tra le città etrusche e le colonie greche della Campania lungo la direttrice nord-sud, e la "via del sale" (via Salaria) tra la foce del Tevere e le comunità sabine e umbro-sabelliche dell'Appennino centrale lungo la direttrice ovest-est.

## Sviluppo di Roma come emporio commerciale
Il Tevere costituiva nell'antichità la linea di demarcazione tra due aree con caratteristiche diverse, quella etrusca a nord del fiume e quella delle popolazioni latine a sud. Il sito dove nell'VIII secolo a.C. sorse Roma era economicamente strategico in quanto punto di incontro di vie commerciali che andavano in più direzioni. In particolare, fu il controllo dei traffici legati a un prodotto importante come il sale, proveniente dalle saline alla foce del Tevere, a costituire il primo impulso per lo sviluppo economico di Roma: il sale passava, infatti, dalla città per essere trasportato verso l'interno, nel territorio sabino, lungo il percorso della via Salaria, cioè "via del sale".

## Agricoltura ed alimentazione
Il sito in cui sorgeva Roma, paludoso e soggetto alle piene del Tevere, non era propriamente l'ideale per la produzione agricola. Inoltre, la qualità delle tecniche agricole nei primi secoli della storia di Roma era piuttosto scarsa. I cereali più coltivati erano il farro e l'orzo, spesso associati tra loro anche con leguminose: il cibo che ne risultava veniva chiamato dai Latini farrago (corrispondeva alla biada). Era un'alimentazione povera, che assicurava però un minimo di sopravvivenza in caso di eventuali calamità atmosferiche che potevano colpire un raccolto. In età più evoluta il farrago verrà riservato solo all'alimentazione animale (tornerà a essere consumato dall'uomo solo in età medievale). 
Il farro, che era il cereale in assoluto più coltivato, aveva una resa inferiore rispetto al grano (il prodotto in farina era più basso rispetto a quello del grano). Se si tiene conto di come alla scarsa produttività si accompagnasse la modesta estensione del terreno coltivabile, si può ben comprendere come per Roma arcaica il soddisfacimento delle necessità alimentari di base rappresentasse un serio problema. La farina di farro non veniva impiegata per la panificazione, ma era alla base della mola salsa (una specie di farina di grano tostato e salato) e soprattutto della puls, un piatto liquido o semiliquido, a metà tra una pappa e una farinata, una sorta di antenato diretto della polenta.

## Allevamento
L'allevamento del bestiame, grande (bovini) e piccolo (ovini, suini, avicoli), era strettamente connesso all'agricoltura. Il bestiame serviva, oltre che all'alimentazione (latticini e carne) e all'abbigliamento (lana e pellame), a produrre il concime indispensabile per i terreni nel periodo in cui essi non erano lavorati. Gli animali da tiro, invece, aiutavano l'uomo nel lavoro nei campi.

## Proprietà della terra
Rispetto a un'originaria proprietà collettiva della terra, la prima forma di proprietà era limitata solo alla casa e all'orto circostante (heredium, da cui "eredità"), mentre da essa era esclusa la terra arabile e quella a pascolo. Solo nel corso dell'età repubblicana iniziarono le prime grandi assegnazioni di terreno conquistato. Sino a questo momento i dislivelli di capacità economica all'interno del ceto dirigente romano rimasero modesti.

## Artigianato e commercio
Non si può parlare di vere e proprie attività artigianali e commerciali in età regia. I prodotti della terra e dell'allevamento, infatti, erano destinati all'autoconsumo più che alla vendita che garantisse un accumulo di capitale. I piccoli scambi commerciali, poi, erano sotto forma di baratto.